# Aprionus transmutatus
Aprionus transmutatus är en tvåvingeart som beskrevs av Boris Mamaev 1998. Aprionus transmutatus ingår i släktet Aprionus och familjen gallmyggor. Inga underarter finns listade i Catalogue of Life.